# Herdfabrik Koloseus
Fabryka Piekarników Koloseus (Herdfabrik Koloseus) – najstarsza firma w branży metalurgicznej w Aschaffenburgu. Założona w 1877 przez Hemanna Koloseusa. W szczytowym okresie rozwoju zatrudniała około 250 pracowników. Przedsiębiorstwo istniało do 1958 roku. Firma oferowała liczne miejsca nauki dla miejscowej młodzieży. Praktykę odbywał tu między innymi Anton Gentil – jeden ze sławniejszych mieszkańców miasta.